# Sitios Paleontológicos de Santa María
Los Sitios Paleontológicos de Santa Maria están ubicados en la ciudad de Santa Maria, Río Grande do Sul, Brasil, y que data del Triásico. Están en la Formación Santa María y Formación Caturrita.

## Historia
En 1901 se encontraron los primeros fósiles en la localidad de Santa Maria, que dio lugar a la Geoparque Paleorrota. Desde entonces, muchos sitios se han descubierto en la ciudad, especialmente en las inmediaciones de Colina Cerrito, con excelente atención a Sanga de Alemoa que tiene una rica historia.

## Turismo
La ciudad de Santa Maria es un cruce de carreteras, con varias carreteras de la ciudad. La Colina Cerrito está rodeado de autopistas BR-287, BR-158 y RS-509. Estos deben estar preparados para recibir a los turistas.

## Museos
Santa María cuenta con dos museos que contienen los fósiles de la región:
- Museo Educativo Gama D'Eça.
- Museo Vicente Pallotti.

## Descripción de los sitios
| Seq. | Sitio                   | Coordenadas                                  | Formación                                   | Descripción                                                                                    |

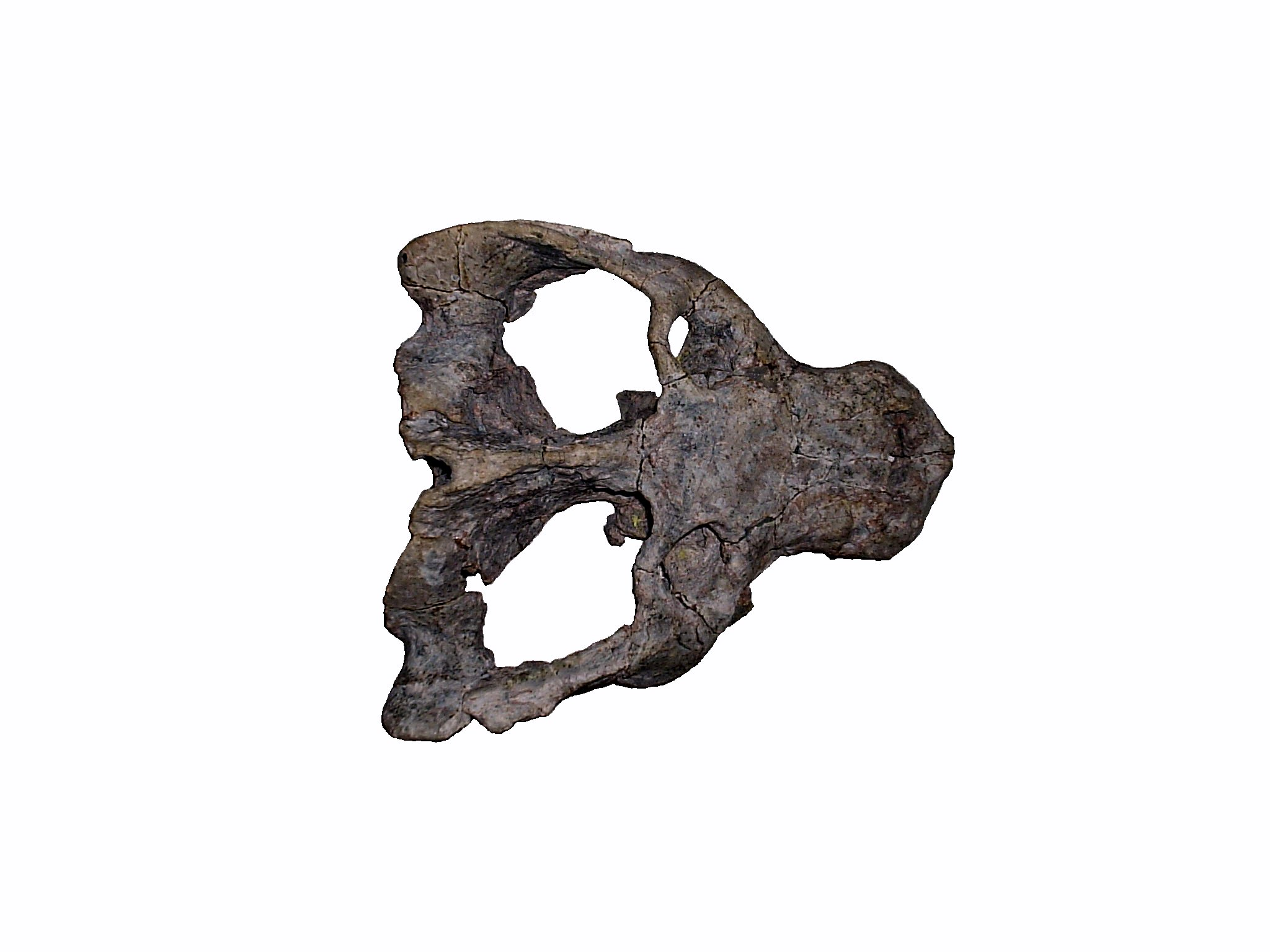
Joven Exaeretodon, recogido por Sergio Kaminski, el Sitio Paleontológico Arroio Cancela

| 1    | Arroio Cancela          | 29°41′42″S 53°47′43″O / -29.69500, -53.79527 | Formación Santa María                       | Ver: Sitio Paleontológico Arroio Cancela.                                                      |
| 2    | Cabeceira do Raimundo   | 29°43′00″S 53°53′59″O / -29.71677, -53.89963 | Formación Sanga do Cabral                   | Elementos desarticulados de Procolophon pricei.                                                |
| 3    | Arroio Passo das Tropas | 29°44′32″S 53°47′34″O / -29.74227, -53.79280 | Formación Santa María                       | Impresiones de plantas, de la flora Dicroidium, escamas de pescado y las alas de los insectos. |
| 4    | Olaria Campus UFSM      | 29°43′38″S 53°42′26″O / -29.72717, -53.70725 | Formación Santa María                       | Impresiones de plantas, de la flora Dicroidium.                                                |
| 5    | Colégio Militar         | 29°40′49″S 53°50′34″O / -29.68027, -53.84264 | Formación Santa María                       | Hyperodapedon.                                                                                 |
| 6    | Largo Padre Cargnin     | 29°41′58″S 53°47′27″O / -29.69934, -53.79084 | Formación Santa María                       | Therioherpeton cargnini.                                                                       |
| 7    | Cerrito I               | 29°42′05″S 53°47′28″O / -29.70129, -53.79101 | Formación Santa María y Formación Caturrita | Hyperodapedon, Stagonolepis y cinodontes indeterminados.                                       |
| 8    | Cerrito II              | 29°42′16″S 53°47′17″O / -29.70434, -53.78809 | Formación Santa María y Formación Caturrita | Hyperodapedon.                                                                                 |
| 9    | Cerrito III             | 29°42′22″S 53°47′09″O / -29.70600, -53.78597 | Formación Santa María y Formación Caturrita | Hyperodapedon.                                                                                 |
| 10   | Sanga da Alemoa         | 29°41′52″S 53°46′10″O / -29.69777, -53.76944 | Formación Santa María y Formación Caturrita | Ver: Sitio Paleontológico Sanga da Alemoa                                                      |
| 11   | Jazigo 5                | 29°41′53″S 53°46′07″O / -29.69807, -53.76851 | Formación Santa María                       | Ver: Sitio Paleontológico Jazigo Cinco.                                                        |
| 12   | Sanga do Armário        | 29°41′47″S 53°45′31″O / -29.69629, -53.75854 | Formación Santa María                       | Hyperodapedon.                                                                                 |
| 13   | Vila dos Sargentos      | 29°41′50″S 53°44′22″O / -29.69711, -53.73936 | Formación Santa María                       | Bioturbações Verticalista..                                                                    |
| 14   | Cidade dos Meninos      | 29°40′56″S 53°43′14″O / -29.68212, -53.72047 | Formación Santa María                       | Hyperodapedon, osteodermos de Stagonolepis y cinodontes indeterminados.                        |
| 15   | Vila Kennedy            | 29°40′07″S 53°49′32″O / -29.66868, -53.82553 | Formación Santa María                       | Hyperodapedon.                                                                                 |
| 16   | Vila Caturrita          | 29°39′56″S 53°50′33″O / -29.66561, -53.84249 | Formación Santa María y Formación Caturrita | Hyperodapedon.                                                                                 |
| 17   | Bela Vista              | 29°41′34″S 53°47′02″O / -29.69286, -53.78393 | Formación Caturrita                         | Fragmentos de cráneos indeterminados.                                                          |
| 18   | Jardim Berleze          | 29°42′50″S 53°46′45″O / -29.71402, -53.77921 | Formación Caturrita                         | Bosque petrificado.                                                                            |
| 19   | Esc. Xavier da Rocha    | 29°40′36″S 53°47′48″O / -29.67678, -53.79680 | Formación Caturrita                         | Bosque petrificado.                                                                            |
| 20   | Silva Jardim            | 29°40′52″S 53°48′02″O / -29.68099, -53.80042 | Formación Caturrita                         | Bosque petrificado.                                                                            |